# Andrea Alberti
Andrea Alberti (Desenzano del Garda, 15 de janeiro de 1985), é um futebolista italiano que atua como atacante. Atualmente, joga pelo Monza.

## Carreira
Andrea Alberti atuou na Série A do Campeonato Italiano na temporada 2002-03 pelo Brescia. Também defendeu a Seleção Italiana Sub-19 no Campeonato Europeu da categoria em 2004. Também foi artilheiro da Copa Sendai de 2003 com 3 gols, juntamente com o brasileiro Diego Tardelli.
Em 18 de junho de 2012, foi banido do futebol por três anos e seis meses por estar envolvido no escândalo do futebol italiano de 2011–12.

## Artilharias
Seleção Italiana
- Copa Sendai (Sub-19): 2003 (3 gols)